# Индустријски дизајн
Индустријски дизајн је комбинација примењене уметности и науке, која побољшава естетску, ергономску и употребну вредност производа. Улога индустријског дизајнера је да креира и извршава дизајнерска решења у односу на форму, употребну вредност, физичку ергономију, маркетинг, развој бренда и продају.
Израз „индустријски дизајн“ се често приписује дизајнеру Џозефу Клоду Синелу 1919. године (иако је он сам негирао те наводе у каснијим интервјуима), али сама дисциплина настала је макар деценију пре тога. Њени корени леже у индустријализацији потрошачких роба. На пример Немачки Веркбунд, основан 1907. године и претеча Баухауса, био је напор државе да се интегришу традиционални занати и индустријске технике масовне производње, како би Немачка постала конкурентна Енглеској и САД.

## Историја
Крајем 19. века у Енглеској се јавља идеја о повезивању уметника и индустријске производње како би се улепшали индустријски производи, а уништили имитације и кич. Спајање "уметности и заната" (енгл. Arts and Crafts)  покренуо је у Енглеској Вилијам Морис већ крајем 19. века, али су њихови производи били индивидуални и богато декорисани, што значи да нису били у складу са тадашњим модерним настојањима. Под његовим утицајем 1907. у Минхену је основан Немачки савез занатских и индустријских произвођача. Једна од струја у том удружењу тежила је стандардизацији (уједначавању) индустријских производа најбоље прилагођених намени, као и новим материјалима и техникама.
Делатност Немачког савеза занатских и индустријских произвођача унапређује и развија Валтер Гропијус, који оснива специјалистичку школу за истовремено бављење свим врстама обликовања – Баухаус, 1919. у Вајмару, где су тада на власти били социјалисти (Вајмарска Република). У тој школи заједно су радили уметници и занатлије, а циљ је био да се стамбени простор с намештајем и употребним предметима уједини јединственим духом, функционалношћу и једноставношћу. Према схватању Баухауса, предметима не треба додавање украса који би скривали или поправљали ружне и безобличне делове, него треба те делове обликовати на леп, уметнички начин и предмет ће бити леп сам по себи. Под утицајем појединих праваца модерне уметности (експресионизма, кубизма а посебно неких грана апстрактне уметности), који су тежили поједностављењу и проналазили нове облике, обликовање употребних предмета добија ново значење – постизање функционалности предмета као креативан чин. Идеје Баухауса поштују се и данас у начелима индустријског дизајна: јединство намене (функције), поштовања материјала и процеса серијске производње.

## Правна заштита
Штитећи индустријски дизајн, његов власник себи осигурава искључиво право против неовлашћеног копирања или имитације од стране трећих лица. Како индустријски дизајн представља аспект производа који га чини естетски пријемчивим и атрактивним, он није само уметнички или креативни елемент, већ доприноси комерцијалној вредности производа и олакшава његов маркетинг и комерцијализацију. Заштита индустријског дизајна доприноси тржишном развоју производа и омогућава повратак његове инвестиције. Сматра се да заштита индустријског дизајна промовише креативност у индустријском и занатском сектору, доприноси експанзији привредних активности и повећава извозни потенцијал националних производа.

### Закон о правној заштити индустријског дизајна
У Србији, индустријски дизајн се штити на основу Закона о правној заштити индустријског дизајна ако је нов и ако има индивидуални карактер. Индустријски дизајн се сматра новим ако идентичан индустријски дизајн није постао доступан јавности пре дана подношења пријаве за признање тог индустријског дизајна или ако не постоји раније поднета пријава за признање идентичног индустријског дизајна. У случају да је затражено право првенства, сматраће се да је индустријски дизајн нов ако није постао доступан јавности пре дана признатог права првенства. Индустријски дизајни се сматрају идентичним ако се разликују само у небитним детаљима. Разлика у небитним детаљима постоји ако информисани корисник, на први поглед, не разликује индустријске дизајне. Приликом утврђивања индивидуалног карактера индустријског дизајна узима се у обзир степен слободе и објективно ограничење аутора приликом стварања дизајна конкретног производа, проузроковано технолошким и функционалним карактеристикама тог производа.

#### Дефиниција
Индустријски дизајн представља тродимензионални или дводимензионални изглед целог производа, или његовог дела, који је одређен његовим визуелним карактеристикама, а посебно линијама, контурама, бојама, обликом, текстуром и материјалима од којих је производ сачињен, или којима је украшен, као и њиховом комбинацијом. Под спољашњим изгледом производа се подразумева укупан визуелни утисак који производ оставља на информисаног потрошача или корисника.
Информисани потрошач или корисник је појединац који се редовно сусреће са производом о којем је реч.
Производ је индустријски или занатски предмет укључујући и делове који су намењени за спајање у сложени производ, затим паковање, графички симболи и топографски знаци, искључујући компјутерске програме. Индустријски дизајн мора да буде погодан за индустријску примену, да се може производити на занатски или индустријски начин. У противном се ради о „уметничком делу“ које може да се штити само по основу ауторског права.

#### Регистрација
Индустријски дизајн се региструје и то подношењем пријаве за признање права на индустријски дизајн Заводу за интелектуалну својину поштанским путем или непосредно у писарници Завода.
Уредна пријава треба да садржи захтев за признање права на индустријски дизајн, опис индустријског дизајна, фотографију или нацрт индустријског дизајна и пуномоћје. Пошто подносилац пријаве поднесе пријаву за признање права на индустријски дизајн, службеници који раде у писарници Завода за интелектуалну својину испитаће да ли таква пријава садржи све битне елементе који су напред набројани. Уколико пријава садржи све битне елементе биће уписана у Регистар пријава, где јој се додељује Д-број, уз навођење датума подношења. Тај датум уједно је и датум стицања права првенства на пријављени предмет заштите. Након тога, пријава којој је додељен Д-број, доставља се на испитивање Групи за дизајн и ознаке географског порекла. Због постојања права првенства, поднета пријава за признање права на индустријски дизајн не узима се у рад 6 месеци од дана њеног подоношења. 
Када пријава за признање права на индустријски дизајн буде узета у рад у Групи за дизајн и ознаке географског порекла, накнадно ће се још једном испитати њена уредност. Ако се покаже да пријава није уредна, Завод ће позвати подносиоца пријаве резултатом испитивања да пријаву у одређеном року уреди (од месец дана). Разлози неуредности пријаве најчешће се односе на опис или приказ предмета заштите. Уколико подносилац пријаве у остављеном року уреди пријаву онако како му је Завод предложио, Завод ће прећи на испитивање новости и индивидуалног карактера пријављеног индустријског дизајна. Новост пријављеног индустријског дизајна постоји ако идентичан индустријски дизајн није постао доступан јавности 12 месеци пре дана подношења пријаве за признање тог индустријског дизајна. Ако Завод утврди да постоје разлози због којих пријава не испуњава услове за признавање права на индустријски дизајн, писменим путем ће обавестити подносиоца пријаве о разлозима због којих се право на индустријски дизајн не може признати и оставиће му примерен рок за одговор. Уколико подносилац пријаве не одговори Заводу, или уколико одговори, али Завод и поред тога остане при свом раније изнетом мишљењу, пријава ће бити одбијена. У том случају подносилац пријаве може изјавити жалбу Влади Републике Србије.
Ако предмет заштите испуњава законом прописане услове за признање права на индустријски дизајн, Завод ће позвати подносиоца пријаве да на име регистрације индустријског дизајна плати прописане таксе у одређеном року (рок од 10 дана). Уколико подносилац пријаве не плати прописане таксе или их не плати у прописаном року, Завод ће пријаву закључком обуставити. Ако подносилац пријаве плати прописане таксе у остављеном року, Завод ће признато право на индустријски дизајн, са прописаним подацима уписати у Регистар индустријског дизајна, а носиоцу права на индустријски дизајн издати исправу о индустријском дизајну.

#### Правни значај
Право на дизајн је монополистичко право, те стога носиоцу права на дизајн даје право да спречи сваку неовлашћену употребу дизајна од стране трећих лица. Такође, право на дизајн даје носиоцу права гаранцију да ће стављање у промет дизајна заштићених правом на дизајн бити неометано од стране трећих лица. Регистрацијом се омогућава заштита индустријског дизајна.